# Automeris subpictus
Automeris subpictus är en fjärilsart som beskrevs av Paul Dognin 1923. Automeris subpictus ingår i släktet Automeris och familjen påfågelsspinnare. Inga underarter finns listade i Catalogue of Life.